# Tricholita fistula
Tricholita fistula är en fjärilsart som beskrevs av Harvey 1878. Tricholita fistula ingår i släktet Tricholita och familjen nattflyn. Inga underarter finns listade i Catalogue of Life.